# Okręg wyborczy nr 30 do Sejmu Rzeczypospolitej Polskiej (1993–2001)
Okręg wyborczy nr 30 do Sejmu Rzeczypospolitej Polskiej (1993–2001) obejmował województwo opolskie. W ówczesnym kształcie został utworzony w 1993. Wybieranych było w nim 10 posłów w systemie proporcjonalnym.
Siedzibą okręgowej komisji wyborczej było Opole.

## Wyniki wyborów
| Podział 10 mandatów: SLD: 3 UP: 1 PSL: 2 UD: 1 MN: 3 |

| Podział 10 mandatów: SLD: 3 UW: 2 MN: 2 AWS: 3 |

## Reprezentanci okręgu
| Sejm | Rok  | Poseł KW                            | Poseł KW                            | Poseł KW                            | Poseł KW                            | Poseł KW                            | Poseł KW                            | Poseł KW                            | Poseł KW                            | Poseł KW                            | Poseł KW                            | Poseł KW                            | Poseł KW                            | Poseł KW                            | Poseł KW                            | Poseł KW                            | Poseł KW                            | Poseł KW                            | Poseł KW                            | Poseł KW                            | Poseł KW                            |
| ---- | ---- | ----------------------------------- | ----------------------------------- | ----------------------------------- | ----------------------------------- | ----------------------------------- | ----------------------------------- | ----------------------------------- | ----------------------------------- | ----------------------------------- | ----------------------------------- | ----------------------------------- | ----------------------------------- | ----------------------------------- | ----------------------------------- | ----------------------------------- | ----------------------------------- | ----------------------------------- | ----------------------------------- | ----------------------------------- | ----------------------------------- |
| II   | 1993 |                                     | H. Kroll MN                         |                                     | J. Szteliga SLD                     |                                     | K. Szczygielski UD (1993) UW (1997) |                                     | H. Paździor MN                      |                                     | J. Pawlicki PSL                     |                                     | W. Medwid PSL                       |                                     | J. Zaborowski UP                    |                                     | J. Pilarczyk SLD                    |                                     | J. Czernek MN                       |                                     | D. Dancewicz SLD                    |
| III  | 1997 |                                     | H. Kroll MN                         |                                     | J. Szteliga SLD                     | F. Szelwicki AWS                    | K. Szczygielski UD (1993) UW (1997) |                                     | H. Paździor MN                      | J. Piątkowski AWS                   |                                     | E. Adamska-Wedler AWS               |                                     | T. Jarmuziewicz UW                  | A. Jakubowska SLD                   |                                     | J. Pilarczyk SLD                    |                                     |                                     |                                     |                                     |
| IV   | 2001 | okręg zniesiony – patrz okręg nr 21 | okręg zniesiony – patrz okręg nr 21 | okręg zniesiony – patrz okręg nr 21 | okręg zniesiony – patrz okręg nr 21 | okręg zniesiony – patrz okręg nr 21 | okręg zniesiony – patrz okręg nr 21 | okręg zniesiony – patrz okręg nr 21 | okręg zniesiony – patrz okręg nr 21 | okręg zniesiony – patrz okręg nr 21 | okręg zniesiony – patrz okręg nr 21 | okręg zniesiony – patrz okręg nr 21 | okręg zniesiony – patrz okręg nr 21 | okręg zniesiony – patrz okręg nr 21 | okręg zniesiony – patrz okręg nr 21 | okręg zniesiony – patrz okręg nr 21 | okręg zniesiony – patrz okręg nr 21 | okręg zniesiony – patrz okręg nr 21 | okręg zniesiony – patrz okręg nr 21 | okręg zniesiony – patrz okręg nr 21 | okręg zniesiony – patrz okręg nr 21 |

### Wybory parlamentarne 1993
| Komitet wyborczy                                      | Komitet wyborczy                                         | Głosów | %     | Mandaty | Wybrani posłowie                                  |
| ----------------------------------------------------- | -------------------------------------------------------- | ------ | ----- | ------- | ------------------------------------------------- |
|                                                       | Mniejszość Niemiecka                                     | 60 770 | 18,96 | 3       | Henryk Kroll, Helmut Paździor, Joachim Czernek    |
|                                                       | Sojusz Lewicy Demokratycznej                             | 53 579 | 16,72 | 3       | Jerzy Szteliga, Józef Pilarczyk, Dorota Dancewicz |
|                                                       | Polskie Stronnictwo Ludowe                               | 43 306 | 13,51 | 2       | Jacek Pawlicki, Władysław Medwid                  |
|                                                       | Unia Demokratyczna                                       | 32 242 | 10,06 | 1       | Kazimierz Szczygielski                            |
|                                                       | Unia Pracy                                               | 17 547 | 5,48  | 1       | Jan Zaborowski                                    |
|                                                       | Konfederacja Polski Niepodległej                         | 15 814 | 4,94  | –       |                                                   |
|                                                       | Katolicki Komitet Wyborczy „Ojczyzna”                    | 14 748 | 4,60  | –       |                                                   |
|                                                       | Kongres Liberalno-Demokratyczny                          | 14 603 | 4,56  | –       |                                                   |
|                                                       | Niezależny Samorządny Związek Zawodowy „Solidarność”     | 14 295 | 4,46  | –       |                                                   |
|                                                       | Bezpartyjny Blok Wspierania Reform                       | 14 132 | 4,41  | –       |                                                   |
|                                                       | Porozumienie Centrum                                     | 11 879 | 3,71  | –       |                                                   |
|                                                       | Unia Polityki Realnej                                    | 7662   | 2,39  | –       |                                                   |
|                                                       | Partia X                                                 | 6646   | 2,07  | –       |                                                   |
|                                                       | Polskie Stronnictwo Ludowe – Porozumienie Ludowe         | 6179   | 1,93  | –       |                                                   |
|                                                       | Koalicja dla Rzeczypospolitej                            | 5117   | 1,60  | –       |                                                   |
|                                                       | NOT Stowarzyszenia Techniczne                            | 1243   | 0,39  | –       |                                                   |
|                                                       | Polska Wspólnota Narodowa – Polskie Stronnictwo Narodowe | 677    | 0,21  | –       |                                                   |
| Frekwencja: 46,45% Źródło: Państwowa Komisja Wyborcza |                                                          |        |       |         |                                                   |

Poniższa tabela przedstawia podział mandatów dla komitetów wyborczych na podstawie uzyskanych głosów, a następnie obliczonych ilorazów wyborczych na podstawie metody D’Hondta.
| Podział mandatów dla komitetów wyborczych na podstawie metody D’Hondta | Podział mandatów dla komitetów wyborczych na podstawie metody D’Hondta | Podział mandatów dla komitetów wyborczych na podstawie metody D’Hondta | Podział mandatów dla komitetów wyborczych na podstawie metody D’Hondta | Podział mandatów dla komitetów wyborczych na podstawie metody D’Hondta | Podział mandatów dla komitetów wyborczych na podstawie metody D’Hondta | Podział mandatów dla komitetów wyborczych na podstawie metody D’Hondta | Podział mandatów dla komitetów wyborczych na podstawie metody D’Hondta | Podział mandatów dla komitetów wyborczych na podstawie metody D’Hondta | Podział mandatów dla komitetów wyborczych na podstawie metody D’Hondta | Podział mandatów dla komitetów wyborczych na podstawie metody D’Hondta |
| Komitet wyborczy                                                       | Komitet wyborczy                                                       | Liczba głosów                                                          | Iloraz wyborczy                                                        | Iloraz wyborczy                                                        | Iloraz wyborczy                                                        | Iloraz wyborczy                                                        | Iloraz wyborczy                                                        | Iloraz wyborczy                                                        | Mandaty                                                                | TP                                                                     |
| Komitet wyborczy                                                       | Komitet wyborczy                                                       | Liczba głosów                                                          | /1                                                                     | /2                                                                     | /3                                                                     | /4                                                                     | ...                                                                    | /10                                                                    | Mandaty                                                                | TP                                                                     |
| ---------------------------------------------------------------------- | ---------------------------------------------------------------------- | ---------------------------------------------------------------------- | ---------------------------------------------------------------------- | ---------------------------------------------------------------------- | ---------------------------------------------------------------------- | ---------------------------------------------------------------------- | ---------------------------------------------------------------------- | ---------------------------------------------------------------------- | ---------------------------------------------------------------------- | ---------------------------------------------------------------------- |
|                                                                        | Mniejszość Niemiecka                                                   | 60 770                                                                 | 60 770                                                                 | 30 385                                                                 | 20 257                                                                 | 15 193                                                                 | ...                                                                    | 6077                                                                   | 3                                                                      | 2,56                                                                   |
|                                                                        | Sojusz Lewicy Demokratycznej                                           | 53 579                                                                 | 53 579                                                                 | 26 790                                                                 | 17 860                                                                 | 13 395                                                                 | ...                                                                    | 5358                                                                   | 3                                                                      | 2,26                                                                   |
|                                                                        | Polskie Stronnictwo Ludowe                                             | 43 306                                                                 | 43 306                                                                 | 21 653                                                                 | 14 435                                                                 | 10 827                                                                 | ...                                                                    | 4331                                                                   | 2                                                                      | 1,82                                                                   |
|                                                                        | Unia Demokratyczna                                                     | 32 242                                                                 | 32 242                                                                 | 16 121                                                                 | 10 747                                                                 | 8061                                                                   | ...                                                                    | 3224                                                                   | 1                                                                      | 1,36                                                                   |
|                                                                        | Unia Pracy                                                             | 17 547                                                                 | 17 547                                                                 | 8774                                                                   | 5849                                                                   | 4387                                                                   | ...                                                                    | 1755                                                                   | 1                                                                      | 0,74                                                                   |
|                                                                        | Konfederacja Polski Niepodległej                                       | 15 814                                                                 | 15 814                                                                 | 7907                                                                   | 5271                                                                   | 3954                                                                   | ...                                                                    | 1581                                                                   | 0                                                                      | 0,67                                                                   |
|                                                                        | Bezpartyjny Blok Wspierania Reform                                     | 14 132                                                                 | 14 132                                                                 | 7066                                                                   | 4711                                                                   | 3533                                                                   | ...                                                                    | 1413                                                                   | 0                                                                      | 0,60                                                                   |
| Ogółem                                                                 | Ogółem                                                                 | 237 390                                                                | —                                                                      | —                                                                      | —                                                                      | —                                                                      | —                                                                      | —                                                                      | 10                                                                     | 10                                                                     |

### Wybory parlamentarne 1997
| Komitet wyborczy                                      | Komitet wyborczy                          | Głosów | %     | Mandaty | Wybrani posłowie                                              |
| ----------------------------------------------------- | ----------------------------------------- | ------ | ----- | ------- | ------------------------------------------------------------- |
|                                                       | Akcja Wyborcza Solidarność                | 76 720 | 25,50 | 3       | Franciszek Szelwicki, Jan Piątkowski, Elżbieta Adamska-Wedler |
|                                                       | Sojusz Lewicy Demokratycznej              | 66 961 | 22,26 | 3       | Jerzy Szteliga, Aleksandra Jakubowska, Józef Pilarczyk        |
|                                                       | Mniejszość Niemiecka                      | 51 027 | 16,96 | 2       | Henryk Kroll, Helmut Paździor                                 |
|                                                       | Unia Wolności                             | 41 601 | 13,83 | 2       | Kazimierz Szczygielski, Tadeusz Jarmuziewicz                  |
|                                                       | Unia Pracy                                | 14 950 | 4,97  | –       |                                                               |
|                                                       | Polskie Stronnictwo Ludowe                | 14 797 | 4,92  | –       |                                                               |
|                                                       | Ruch Odbudowy Polski                      | 14 436 | 4,80  | –       |                                                               |
|                                                       | Krajowe Porozumienie Emerytów i Rencistów | 7429   | 2,47  | –       |                                                               |
|                                                       | Krajowa Partia Emerytów i Rencistów       | 5638   | 1,87  | –       |                                                               |
|                                                       | Unia Prawicy Rzeczypospolitej             | 4832   | 1,61  | –       |                                                               |
|                                                       | Blok dla Polski                           | 2436   | 0,81  | –       |                                                               |
| Frekwencja: 42,19% Źródło: Państwowa Komisja Wyborcza |                                           |        |       |         |                                                               |

Poniższa tabela przedstawia podział mandatów dla komitetów wyborczych na podstawie uzyskanych głosów, a następnie obliczonych ilorazów wyborczych na podstawie metody D’Hondta.
| Podział mandatów dla komitetów wyborczych na podstawie metody D’Hondta | Podział mandatów dla komitetów wyborczych na podstawie metody D’Hondta | Podział mandatów dla komitetów wyborczych na podstawie metody D’Hondta | Podział mandatów dla komitetów wyborczych na podstawie metody D’Hondta | Podział mandatów dla komitetów wyborczych na podstawie metody D’Hondta | Podział mandatów dla komitetów wyborczych na podstawie metody D’Hondta | Podział mandatów dla komitetów wyborczych na podstawie metody D’Hondta | Podział mandatów dla komitetów wyborczych na podstawie metody D’Hondta | Podział mandatów dla komitetów wyborczych na podstawie metody D’Hondta | Podział mandatów dla komitetów wyborczych na podstawie metody D’Hondta | Podział mandatów dla komitetów wyborczych na podstawie metody D’Hondta |
| Komitet wyborczy                                                       | Komitet wyborczy                                                       | Liczba głosów                                                          | Iloraz wyborczy                                                        | Iloraz wyborczy                                                        | Iloraz wyborczy                                                        | Iloraz wyborczy                                                        | Iloraz wyborczy                                                        | Iloraz wyborczy                                                        | Mandaty                                                                | TP                                                                     |
| Komitet wyborczy                                                       | Komitet wyborczy                                                       | Liczba głosów                                                          | /1                                                                     | /2                                                                     | /3                                                                     | /4                                                                     | ...                                                                    | /10                                                                    | Mandaty                                                                | TP                                                                     |
| ---------------------------------------------------------------------- | ---------------------------------------------------------------------- | ---------------------------------------------------------------------- | ---------------------------------------------------------------------- | ---------------------------------------------------------------------- | ---------------------------------------------------------------------- | ---------------------------------------------------------------------- | ---------------------------------------------------------------------- | ---------------------------------------------------------------------- | ---------------------------------------------------------------------- | ---------------------------------------------------------------------- |
|                                                                        | Akcja Wyborcza Solidarność                                             | 76 720                                                                 | 76 720                                                                 | 38 360                                                                 | 25 573                                                                 | 19 180                                                                 | ...                                                                    | 7672                                                                   | 3                                                                      | 2,89                                                                   |
|                                                                        | Sojusz Lewicy Demokratycznej                                           | 66 961                                                                 | 66 961                                                                 | 33 481                                                                 | 22 320                                                                 | 16 740                                                                 | ...                                                                    | 6696                                                                   | 3                                                                      | 2,52                                                                   |
|                                                                        | Mniejszość Niemiecka                                                   | 51 027                                                                 | 51 027                                                                 | 25 514                                                                 | 17 009                                                                 | 12 757                                                                 | ...                                                                    | 5103                                                                   | 2                                                                      | 1,92                                                                   |
|                                                                        | Unia Wolności                                                          | 41 601                                                                 | 41 601                                                                 | 20 801                                                                 | 13 867                                                                 | 10 400                                                                 | ...                                                                    | 4160                                                                   | 2                                                                      | 1,57                                                                   |
|                                                                        | Polskie Stronnictwo Ludowe                                             | 14 797                                                                 | 14 797                                                                 | 7399                                                                   | 4932                                                                   | 3699                                                                   | ...                                                                    | 1480                                                                   | 0                                                                      | 0,56                                                                   |
|                                                                        | Ruch Odbudowy Polski                                                   | 14 436                                                                 | 14 436                                                                 | 7218                                                                   | 4812                                                                   | 3609                                                                   | ...                                                                    | 1444                                                                   | 0                                                                      | 0,54                                                                   |
| Ogółem                                                                 | Ogółem                                                                 | 265 542                                                                | —                                                                      | —                                                                      | —                                                                      | —                                                                      | —                                                                      | —                                                                      | 10                                                                     | 10                                                                     |